# Take Off (WayV의 EP)
《Take Off》는 중국 그룹 WayV가 공개한 최초의 미니 앨범으로, 2019년 5월 9일 발매가 시작되었다. 이 음반은 6개의 노래로 구성되어 있으며 그 중 리드 싱글은 "Take Off"이다.
이 노래는 Mike Charles Daley와 Mitchell Owens가 제작하였고 중국어 가사는 Yan Yunnong이 맡았다. Take Off는 중국 QQ 차트에서 1위를 차지하였다.

## 곡 목록
1. "无翼而飞 (Take Off)"
2. "理所当然 (Regular)"
3. "真实谎言 (Say It)"
4. "噩梦 (Come Back)"
5. "爱不释手 (Let Me Love U)"
6. "梦想发射计划 (Dream Launch)"